# Province d'Ayabaca
La province d'Ayabaca ou Ayavaca (en espagnol : Provincia de Ayabaca - Ayavaca) est l'une des huit  provinces de la région de Piura, au nord-ouest du Pérou. Son chef-lieu est la ville d'Ayabaca.

## Géographie
La province couvre une superficie de 5 230,68 km2. Elle est limitée au nord et à l'est par l'Équateur, au sud par la province de Morropón et la province de Huancabamba, et à l'ouest par la province de Piura et la province de Sullana.

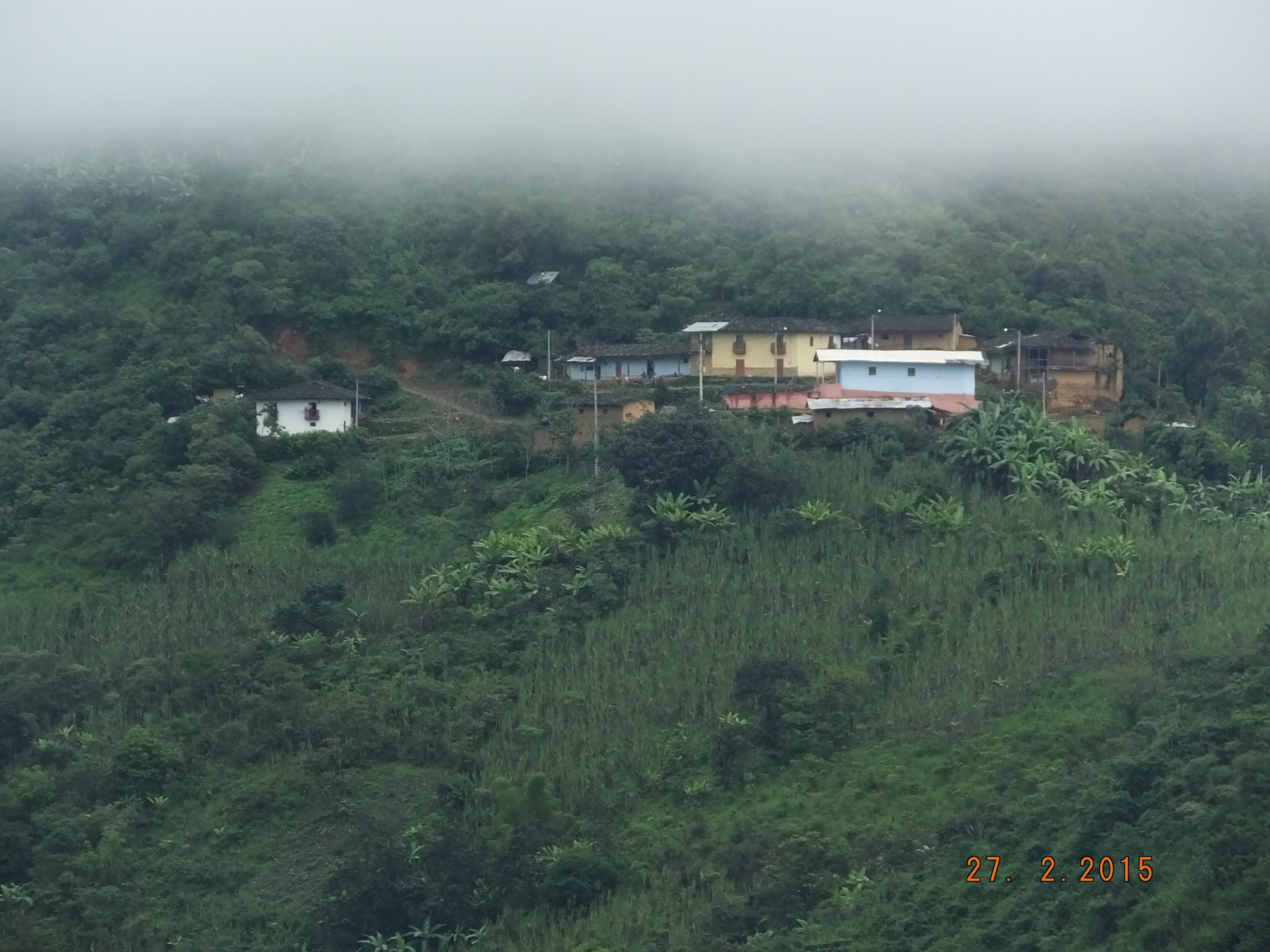
C'est l'un des hameaux du district de Sicchez qui, en 1925, lors du phénomène El Niño de cette année-là, a été fortement touché, un horrible glissement de terrain a dévasté des fermes, des sucreries et même des personnes qui n'ont jamais été récupérées.

## Population
La province comptait 138 245 habitants en 2005.

## Subdivisions
La province d'Ayabaca est divisée en dix districts :
- Ayabaca
- Frías
- Jilili
- Lagunas
- Montero
- Pacaipampa
- Paimas
- Sapillica
- Sicches
- Suyo

## Étymologie et Histoire
L'étymologie de nom Ayabaca, aussi écrit comme Ayavaca, dérive de deux racines de Quechua : aya, relaté à la mort, mais aussi à l'immortalité ; et huaca, connecté aux sanctuaires et aux lieux sacrés. Quelques monographies ont limité son sens à cela de « tombeau ancien du mort » (« tumba de muertos »), considérant les liens possibles entre cette désignation et la présence d'os et des armes primitives (« reste de hordes tombées dans les combats contre l'avance des Incas ») près de la zone où les Espagnols ont rassemblé la population indigène dans 1571, quand ils ont fondé le premier « Pueblo de Indios de Nuestra Señora del Pilar d'Ayavaca » ou « Ayavaca Vieja ».
Pour une meilleure compréhension de l'étymologie d'aya huaca ou d'aya waka, il doit être considéré qu'aya signifie non seulement le décédé ou l'ancêtre dans le sens physique du cadavre ou le squelette, mais aussi dans le sens symbolique et spirituel de l'âme, la conscience et l'énergie qui partent le corps, à la fin de la vie, mais continue circuler dans tous les processus vitaux; pour cette raison, aya est aussi relaté aux à couleurs pâles, rouges ou un peu jaunes de crépuscule et d'aube, de même qu'à la pâleur de nouveau-nés et aux personnes mourantes, pendant que huaca est le nom de lieux ou les objets sacrés. Dans ce sens, le vieux sanctuaire d'Ayavaca ou Ayahuaca, situé dans l'extrémité de l'ouest de la cordillère des Andes, où toutes les rivières régionales ont leurs sources, est convenablement le Sanctuaire de Mort, mais aussi d'Immortalité, de changements et de transformation de la vie.
http://es.scribd.com/doc/79485308/AYAVACA-CON-V-DE-VERDAD

## Les Sites Touristiques
Une des attractions importantes d'Ayavaca est la construction inca d’Aypate, à 49 kilomètres l'est de la capitale de la province, localisé sur, ou près d’un sanctuaire pré-inca ancien. Dans 1996, le bureau régional de l'Institut National de Culture a donné à Aypate la reconnaissance de « la Capitale Archéologique de Piura ». Le nom d'Aypate (Aussi Aypache ou Allpachí), identifie aussi une figure légendaire importante qui est considéré un père fondateur dans l'histoire de cette région. La légende décrit le commencement d'un âge d'or après le triomphe humain dans la compréhension ou « conquête » de la nature, symbolisé pur la persécution e sujétion d’un cerf  sans le nuire ou blesser.
D'autres intéressant témoignages de la vieille culture locale existent dans les lieux différents de la province, sous la forme de pétroglyphes (El Toldo, Samanga), les autels mégalithiques (Chocán, Montero), et les restes du Qhapaq Nan (la vieille route inca). Ayavaca a aussi une multiplicité de paysages des zones de forêt saisonnièrement sèche, aux  areas d'humidité presque permanente localisée dans l’haut de la cordillère, où les páramos, lacs et forêts humides conforment les principales sources d'eau douce de toute la région de Piura.
Dans le grand secteur de montagne partagé par les provinces d'Ayavaca et de Huancabamba, il y a une grande assemblée de lacs renommés localement connu comme Huarinjas ou Huaringas, liées à l'ancienne médecine traditionnelle de la région.

## La Capitale
La capitale de cette province est la ville d'Ayavaca, à 2 715 mètres d'altitude. Sa fondation espagnole remonte à 1571, quand la population indigène locale a été rassemblée pour créer le village de « Nuestra Señora del Pilar d'Ayavaca ». La ville est le centre d'un grand dévouement religieux voué à Jésus Christ sous le nom de Señor Cautivo (Seigneur Captif) représenté sous la figure d'un Ecce Homo qui pourrait avoir été inspiré, d'une part, par le Christ de Medinaceli et par les traditions religieuses locales d'autre part. La festivité du Señor Cautivo, dont le jour central est le 13 octobre, attire une grande quantité de pèlerins de beaucoup de zones différentes de Pérou et d'Equateur. Quelques groupes de pèlerins, qui marchent à peu près 2 500 kilomètres de Tacna, dans le sud de Pérou, fait du ce pèlerinage le plus longue des continent. Une festivité secondaire du Señor Cautivo est exécuté le 1er janvier, avec la participation de paysans de la côte de Piura et de vallées, qui approchent le sanctuaire dans la pétition d'eau ou démontrer la gratitude pour les pluies.